# Maredudd ap Cynan
Maredudd ap Cynan († 1212) war ein Lord des walisischen Fürstentums Gwynedd.
Er war ein jüngerer Sohn von Cynan ab Owain, einem der Söhne von Owain Gwynedd. Nach dem Tod seines Vaters 1173 folgte er ihm als Herrscher von Eifionydd und Ardudwy nach. Er verbündete sich mit seinem jungen Cousin Llywelyn ap Iorwerth und übernahm nach ihren Siegen über ihre Onkel Rhodri und Dafydd ab Owain 1194 von seinem Bruder Gruffydd die Herrschaft über Merioneth. Als sein Bruder 1200 starb, übernahm Maredudd auch die Herrschaft über die Halbinsel Lleyn. Llywelyn bezichtigte ihn jedoch des Verrats und vertrieb ihn 1201 wieder von Lleyn und 1202 aus seinen anderen Gebieten. 
Zusammen mit seinem Bruder Gruffydd gründete Maredudd 1198 oder 1199 das Zisterzienserkloster Cymer Abbey.
Seine Familie erhielt später von Llywelyn ap Iorwerth Merioneth zurück. Sie blieben Herren von Merioneth, bis sie 1256 von Llywelyn ap Gruffydd vertrieben wurden. Madog ap Llywelyn, der Anführer der walisischen Rebellion von 1294 bis 1295, war ein Sohn des letzten Lords von Merioneth.